# Vararia minidichophysa
Vararia minidichophysa är en svampart som beskrevs av Boidin & Lanq. 1976. Vararia minidichophysa ingår i släktet Vararia och familjen Lachnocladiaceae.  Utöver nominatformen finns också underarten amygdalispora.